# Comuna Gârla Mare, Mehedinți
Gârla Mare este o comună în județul Mehedinți, Oltenia, România, formată numai din satul de reședință cu același nume.

## Comuna Gârla Mare
Comuna Gârla Mare este o comună formată dintr-un singur sat, localitatea Gârla Mare. Localitatea Gârla Mare, cunoscută și sub simpla denumire de Gârla, este situată în șesul Dunării, mai precis în vestul teritoriului comunei mehedințene.
Varietatea și bogăția formelor de relief din județul Mehedinți, din care face parte și localitatea Gârla Mare, fac din regiunea în care se află un punct de atracție deosebit din perspectiva turistică. Zona favorizează în primul rând turismul sportiv, dat fiind faptul că cei care poposesc pe aceste meleaguri practică alpinismul sau motociclismul montan, însă nu sunt de neglijat nici croazierele pe Dunăre.
Accesul catre comuna Girla Mare este asigurat, in principal, drumul național DN56C Salcia – Gârla Mare – Gogoșu.
Populația comunei la 1 iunie 2005 a fost de 5550 locuitori. In prezent, populatia comunei este de 3256 locuitori.
Ca amplasare, localitatea Gârla Mare se află în sud-vestul Olteniei, chiar pe malul stâng al Dunării la 80 km de orașul Drobeta-Turnu Severin. Forma predominantă a reliefului zonei este câmpia. Din punctul de vedere al formei de relief, comuna se încadrează la categoria câmpie.
Localitatea Gârla Mare se gasesc obiective turistice pitoresti, printre care Aria Naturală Protejată Gruia - Gârla Mare, Biserica Pogorârea Sfantului Duh și Insula Gârla Mare, aceasta fiind în dreptul localității, înconjurată de Dunăre. De asemenea, exista siturile arheologice apartinand culturii Garla-Mare. Cultura Girla Mare, specifica Epocii Bronzului Mijlociu, uimeste prin prisma ceremicii, foarte variata in ceea ce priveste formele si decoratiunile, plasticii feminine, care atesta existenta unui al fecunditatii si nu in ultimul rand tezaurului de obiecte de podoaba, asemanatoare celor miceniene, descoperit la Ostrovu-Mare-Tiganesti.

## Istorie
Cultura Gârla Mare apare a fi plasată în mijlocul culturilor indoeuropene descrise de Gimbutas. Cultura Gârla Mare are un caracter vechi european, moștenind trăsături direct din neo-eneoliticul local

## Demografie
Componența etnică a comunei Gârla Mare
     Români (46,79%)
     Romi (43,21%)
     Alte etnii (0%)
     Necunoscută (10%)
Componența confesională a comunei Gârla Mare
     Ortodocși (63%)
     Penticostali (17,76%)
     Martori ai lui Iehova (6,33%)
     Adventiști (2,79%)
     Alte religii (0,03%)
     Necunoscută (10,09%)
Conform recensământului efectuat în 2021, populația comunei Gârla Mare se ridică la 3.300 de locuitori, în scădere față de recensământul anterior din 2011, când fuseseră înregistrați 3.382 de locuitori. Cei mai mulți locuitori sunt români (46,79%), cu o minoritate de romi (43,21%), iar pentru 10% nu se cunoaște apartenența etnică. Din punct de vedere confesional, majoritatea locuitorilor sunt ortodocși (63%), cu minorități de penticostali (17,76%), martori ai lui Iehova (6,33%) și adventiști (2,79%), iar pentru 10,09% nu se cunoaște apartenența confesională.

## Politică și administrație
Comuna Gârla Mare este administrată de un primar și un consiliu local compus din 13 consilieri. Primarul, Constantin-Marius Bărăitaru[*], de la Partidul Național Liberal, este în funcție din 1 noiembrie 2024. Începând cu alegerile locale din 2024, consiliul local are următoarea componență pe partide politice:
|  | Partid                          | Consilieri | Componența Consiliului | Componența Consiliului | Componența Consiliului | Componența Consiliului | Componența Consiliului | Componența Consiliului | Componența Consiliului |
|  | ------------------------------- | ---------- | ---------------------- | ---------------------- | ---------------------- | ---------------------- | ---------------------- | ---------------------- | ---------------------- |
|  | Partidul Național Liberal       | 7          |                        |                        |                        |                        |                        |                        |                        |
|  | Partidul Social Democrat        | 5          |                        |                        |                        |                        |                        |                        |                        |
|  | Alianța pentru Unirea Românilor | 1          |                        |                        |                        |                        |                        |                        |                        |